# Championnat de Chypre de football 1936-1937
Navigation
Saison précédente Saison suivante
La saison 1936-1937 du Championnat de Chypre de football était la 3e édition officielle du championnat de première division à Chypre. Les 7 meilleurs clubs du pays se retrouvent au sein d'une poule unique, la Cypriot First Division, où ils s'affrontent deux fois, à domicile et à l'extérieur. Cette saison, l'EPA Larnaca n'a pas pris part au championnat.
C'est le club de l'APOEL Nicosie, tenant du titre, qui remporte à nouveau la compétition en terminant en tête du championnat, en terminant à égalité de points avec le Trast AC, en le devançant seulement grâce à une meilleure différence de buts. Il s'agit du 2e titre de champion de Chypre de l'histoire du club. L'APOEL remporte également la Coupe de Chypre en battant en finale le double tenant du titre, le Trast AC.

## Les 7 clubs participants
| - Trast AC - APOEL Nicosie - Anorthosis Famagouste - Olympiakos Nicosie | - Çetinkaya Türk SK - AEL Limassol - Aris Limassol |

## Compétition

### Classement
Le barème utilisé pour établir le classement est le suivant :
- Victoire : 2 points
- Match nul : 1 point
- Défaite : 0 point

| Rang | Équipe                | Pts | J  | G | N | P | Bp | Bc | Diff |
| ---- | --------------------- | --- | -- | - | - | - | -- | -- | ---- |
| 1    | APOEL Nicosie T C     | 19  | 12 | 8 | 3 | 1 | 41 | 12 | +29  |
| 2    | Trast AC              | 19  | 12 | 9 | 1 | 2 | 38 | 13 | +25  |
| 3    | Çetinkaya Türk SK     | 15  | 12 | 5 | 5 | 2 | 29 | 16 | +13  |
| 4    | AEL Limassol          | 14  | 12 | 6 | 2 | 4 | 39 | 24 | +15  |
| 5    | Aris Limassol         | 5   | 12 | 1 | 3 | 8 | 20 | 30 | -10  |
| 6    | Olympiakos Nicosie    | 5   | 12 | 1 | 3 | 8 | 18 | 49 | -31  |
| 7    | Anorthosis Famagouste | 5   | 12 | 2 | 1 | 9 | 10 | 51 | -41  |

|  | Vainqueur du championnat de Chypre 1936-1937                                           |
|  | T : Tenant du titre C : Vainqueur de la Coupe de Chypre P : Promu de deuxième division |

## Bilan de la saison
| Championnat de Chypre de football 1936-1937 |                          |
| Champion                                    | APOEL Nicosie (2e titre) |
| Coupes et trophées                          |                          |
| Vainqueur de la Coupe de Chypre 1936-1937   | APOEL Nicosie            |
| Promotions et relégations                   |                          |
| Promus en Cypriot First Division            | Aucun                    |
| Relégués en Cypriot Second Division         | Aucun                    |